# 가나쓰촌
가나쓰촌(金津村)은 이시카와현 가호쿠군에 설치되었던 촌이다. 현재의 가호쿠시에 해당한다.